# Richard Band
Richard Howard Band (Los Angeles, 23 dicembre 1953) è un compositore statunitense di colonne sonore cinematografiche.

## Biografia
Richard Howard Band è figlio di Albert Band (nato Alfredo Antonini) e fratello di Charles Band, ambedue produttori cinematografici e registi di film fantasy.
Candidato a un Emmy Award per l'episodio diretto da Stuart Gordon, con il quale aveva già collaborato in Re-Animator, della serie televisiva Masters of Horror (H.P. Lovecraft's Dreams in the Witch-House (Masters of Horror episode)), fin da giovane ha composto musiche per i film diretti e/o prodotti dal fratello Carles: tra i più noti , Il pozzo e il pendolo, Giocattoli infernali, From Beyond - Terrore dall'ignoto, Puppet Master, Ghoulies e Castle Freak.
Per Brian Yuzna scrisse le musiche dei film Silent Night, Deadly Night 4: Initiation e Re-Animator 2, girati entrambi nel 1990.

## Premi
La sua maggiore onorificenza è il premio per la migliore colonna sonora al Sitges - Festival internazionale del cinema della Catalogna nel 1986 con il film From Beyond - Terrore dall'ignoto.

## Filmografia parziale

### Cinema
- Mutanti (Parasite), regia di Charles Band (1982)